# Antimikrobiella läkemedel
Antimikrobiella läkemedel är ett samlingsnamn för läkemedel mot mikrobiella infektioner, och innefattar antibiotika, antimykotikum, medel mot protozoer och antivirala medel. Enligt WHO är globalt sett antimikrobiella läkemedel de mest felanvända läkemedlen. Antibiotikaresistens är en variant av antimikrobiell resistens.